# Son Tentación
Son Tentación es una agrupación femenina de salsa y timba peruana fundada en 2002 en la ciudad de Lima, Perú; bajo la dirección de la cantante y bailarina Paula Arias. La agrupación alcanzó el éxito a nivel nacional gracias al auge y la popularidad de la salsa en el país a partir de 2012.

## Historia

### Inicios
Son Tentación se inició como orquesta de cumbia peruana en el año 2002. 
Sin embargo, no fue hasta el 2012 que se consolidó como agrupación dedicada a la salsa. En sus primeros años, Son Tentación aún sin repertorio propio, comenzaron realizando presentaciones en festivales y eventos locales, interpretando versiones de temas populares del género.  
El grupo está bajo el liderazgo de la cantante y bailarina Paula Arias, quién permanece en la actualidad. En su formación original en 2012, contando con Arias, estuvo conformado por las cantantes Yahaira Plasencia, Suu Rabanal, Angie Chávez y Kate Candela.    
A partir de 2016, ingresa Daniela Darcourt y más tarde, Asmir Young y Amy Gutiérrez durante el periodo 2018-2019. A partir de 2022, se incorpora Briela Cirilo y Kiara Franco. En el año 2024, se une al elenco Mirella Paz, exintegrante de la banda musical Los Barraza.   
Con el retiro de las mencionadas para dedicarse a sus facetas como solistas, a excepción de Cirilo, quién es actualmente integrante del grupo musical Corazón Serrano, desde el año 2025, el elenco actual se conforma con Gretell Sarabia, Mariale Salazar, Narda Pumaraca y Sonali Oré, incluyendo a Paula Arias a la cabeza.  
En abril del 2014, Son Tentación lanzó su sencillo debut A fuego el cual incluyó las versiones de los temas «Herida», «Eres todo en mí» y «Con la misma moneda». En mayo del mismo año la agrupación presentó su primera producción discográfica oficial, titulada Auténticas que estuvo compuesto por diez temas, entre los que destacan: «Qué fácil se te hizo olvidarme», «Soltera.com», «Dime la verdad», «Aún no me acostumbro» y «No me podrás olvidar».
En abril de 2017 la agrupación Son Tentación, realizó una colaboración con el cantante venezolano Toñito León, para interpretar el tema «Si me dijeras». Esta canción fue incluida en el álbum El nieto de Óscar D'León.
En julio de 2018, la orquesta colaboró con el dúo Inti y Vicente en la interpretación del sencillo «Algo prohibido». Meses después, en septiembre del mismo año, la agrupación apareció en el álbum Por culpa de alguien de Josimar Fidel, participando con el tema «El estúpido».

## Discografía
- 2014: Auténticas
- 2018: A fuego...
- 2018: Nuestra historia
- 2020: Las Originales
- 2021: Lo mejor
- 2023: Live Session 2023
- 2024: 12 aniversario (En vivo)
- 2024: Live Session 2024
- 2025: Peligroso amor[5]